# 冷泉公裕
冷泉 公裕（れいぜい きみひろ、1947年〈昭和22年〉2月9日 - 2019年〈平成31年〉1月9日）は、日本の俳優、演出家。東京都出身。最終所属はエフ・エム・ジー。

## 来歴・人物
東京都立第五商業高等学校を卒業した後、文学座演劇研究所を経て劇団文学座に入団する。舞台活動と並行してテレビドラマや映画にも幅広く出演し、個性派の脇役として活躍した。鬼才とも称された監督の実相寺昭雄に見い出され、特撮テレビドラマ『ウルトラセブン』 (TBS) にもゲスト出演する（詳細は後述）など多彩な演技力の持ち主であり、朴訥とした三枚目役に持ち味を発揮する一方、狂気的な悪役も数多く演じている。1970年代の刑事ドラマ『Gメン'75』 (TBS) では、銀行強盗役の常連でもあった。
1996年に文学座を退団した後は舞台演出家としても活躍したほか、美声を活かして声優業や音楽活動も行っていた。
2006年から2015年まで、「東大を優勝させよう会」の4代目会長を務めていた。趣味・特技は落語、歌唱。
2019年1月9日、東京都港区内の病院にて心筋梗塞で死去した。71歳没。なお、同年8月10日に放送された特撮テレビドラマ『ウルトラマンタイガ』（テレビ東京）第6話「円盤が来ない」は、無名当時にメインゲストとして出演した『ウルトラセブン』第45話「円盤が来た」をオマージュしており、当初は冷泉が出演をオファーされていたが、急逝したことから実現には至らなかった。完成作品に出演した高野浩幸は「円盤が来た」で冷泉と共演しており、彼への追悼として「円盤が来ない」への出演を快諾したという。

## 出演作品

### テレビドラマ
- ウルトラシリーズ
  - ウルトラセブン 第45話「円盤が来た」（1968年、TBS / 円谷プロ） - フクシン三郎[1]
  - ウルトラマンになりたかった男（1993年、TBS）
- 大岡越前（TBS / C.A.L）
  - 第1部 第4話「慕情の人」（1970年4月6日） - 権太
  - 第8部 第24話「雪絵を狙った夜の奉行」（1985年1月7日） - 弥平
  - 第15部 第14話「小さな出会い」（1998年12月14日） - 文六
- 時間ですよ（1970年、TBS）
- 連続テレビ小説（NHK）
  - 繭子ひとり（1971年）
  - 本日も晴天なり（1981年） - 草加国明
  - おしん 第161話・第162話（1983年） - 秀
  - ひまわり 第162話（1996年） - 山口
- 肝っ玉かあさん 第3シリーズ（1971年、TBS）
- レモンの天使 第23話「はみだした漫画」（1972年、フジテレビ/東宝） - 漫画家
- 大江戸捜査網（12ch / 三船プロ）
  - 第67話「三匹の用心棒」（1972年） - 新吉
  - 第521話「にせ小判一万両」（1981年） - 佐吉
- 赤ひげ 第19話「ひとり」（1973年、NHK） - 三次
- 旅人異三郎 第15話「親子の愛が墓標に甦った」（1973年、12ch / 三船プロ） - 音松
- 荒野の素浪人 第2シリーズ 第39話「さらば九十郎」（1974年、NET / 三船プロ） - 辰
- 寺内貫太郎一家2 第22話（1975年、TBS） - 久保田
- ポーラ名作劇場 / 絣の花（1976年、NET）
- 高原へいらっしゃい 第4話（1976年、TBS）
- 夫婦旅日記 さらば浪人 第8話「青葉の宿」（1976年、CX / 勝プロ） - 正田孫兵衛
- Gメン'75（TBS / 東映）
  - 第66話「警視庁の中の密室殺人」（1976年） - 石崎弘志（暴力団小黒組 組員）
  - 第73話「バカ! 大人のバカ!!」（1976年） - 剣崎（自動車修理工）
  - 第77話「指の無いタクシー運転手」（1976年） - 宮尾公次（銀行強盗）
  - 第96話「停年強盗」（1976年） - 本多昭一（銀行強盗）
  - 第110話「警視庁宮ノ森交番のトリック」（1977年） - 大石タケシ
  - 第120話「覗かれた女の部屋」（1977年） - ジョージ
  - 第144話「雪原に消えた13人の乗客」（1977年） - 農協強盗の男
  - 第156話「女子大生誘拐!」（1978年） - 安藤
  - 第166話「女医の告白」（1978年） - 野口
  - 第199話「土曜日にネズミを殺せ！」（1979年） - 松永徹夫
  - 第207話「婦人警官連続射殺事件」（1979年） - 運転手助手
  - 第217話「3時間30分銀行支店長夫妻の秘密」（1979年） - 本田（銀行強盗）
  - 第229話「暴走トラック殺人ゲーム」（1979年） - 茜プロダクションの男
  - 第239話「親を撃ち殺す子供たち」（1979年） - 徳光
  - 第256話「死体に呼ばれた女刑事」（1980年） - 江本（演：きくち英一）の連れの男
  - 第324話「深夜放送に届いたバラバラ死体」（1981年） - 中沢軍治
  - 第348話「生き返った5年前の死体 PARTII」（1982年） - 浅野（地回りのヤクザ）
- 桃太郎侍（NTV / 東映）
  - 第50話「盗人一家は福の神」（1977年） - 平吉
  - 第211話「バクチが教えた商人根性」（1980年） - 坂田屋徳兵衛
  - 第227話「身替り代は高すぎた」（1981年） - 幸次郎
- あしたの海（TBS、1977年9月11日） - 茂吉
- 達磨大助事件帳（1977年〜1978年、ANB / 前進座 / 国際放映） - 魚八
- 破れ奉行 第17話「斬込め!大名行列」（1977年、テレビ朝日 / 中村プロ） - 三太
- 大河ドラマ（NHK）
  - 黄金の日日（1978年） - 権六
  - 草燃える（1979年） - 中野五郎能成
  - 獅子の時代（1980年） - 丸山彦七
  - 徳川家康（1983年） - 与三郎
  - いのち（1986年） - 乗客
  - 徳川慶喜（1998年）  - 宮部鼎蔵
  - 元禄繚乱（1999年） - 安井彦右衛門
  - 風林火山（2007年） - 晃運字伝
  - 軍師官兵衛（2014年） - 茂吉
- 俺たちの祭 第20話「愛のたたかい」（1978年、NTV / ユニオン映画）
- 噂の刑事トミーとマツ 第10話「トミマツの袋詰め」（1979年、TBS / 大映テレビ）
- 特捜最前線（ANB / 東映）
  - 第131話「6000万の美談を狩れ!」（1979年） - すっとびの鉄
  - 第168話「亡霊・顔のない女!」（1980年）
  - 第205話「雪国から来た逃亡者!」（1981年） - 松宮行介
  - 第424話「渓谷に消えた女秘書!」（1985年） - 川辺
- そば屋梅吉捕物帳（1979年 - 1980年、12ch / 国際放映） - 吉松
- 俺はあばれはっちゃく 第22話（1979年、ANB） - 誘拐犯
- 江戸の牙 第20話「悲愁 錦絵の女たち」（1980年、ANB / 三船プロ） - 仁吉
- 旅がらす事件帖 第26話「直次郎、暁に旅立つ」（1981年、KTV / 国際放映） - かわら版売り
- 暴れん坊将軍（ANB / 東映）
  - 吉宗評判記 暴れん坊将軍 第143話「御命 焼酎一升にて候」（1981年） - 六助
  - 暴れん坊将軍II 第86話「吉宗、ざん悔の鬼剣舞!」（1984年） - 茂平
- 文吾捕物帳 第17話「哀れな女の夢」（1982年、ANB）
- 立花登 青春手控え 第22話「めざめ」（1982年、NHK）
- 時代劇スペシャル 佐武と市捕物控「岡っ引無情」（1982年、フジテレビ）
- 熱血あばれはっちゃく（1982年、ANB / 国際放映） - みのるの父
  - 第14話「新発見! 未来食(秘)作戦」
  - 第26話「決闘! 体力テスト(秘)作戦」
- 水戸黄門（TBS / C.A.L）
  - 第13部 第15話「三葉葵を盗んだ男 -津山-」（1983年1月24日） - 旅篭の番頭
  - 第27部 第25話「娘飛脚はお姫様 -松本-」（1999年9月6日） - 喜助
  - 第29部 第17話「酒と涙と隠居と女将 -高遠-」（2001年7月23日） - 崎山徳三郎
  - 第30部 第13話「黄門様は名鑑定士! -天橋立-」（2002年4月8日） - 内藤治右衛門
  - 第33部 第16話「娘を守った幽霊騒動 -出石-」（2004年8月9日） - 吾助
  - 第34部 第9話「お娟の身代り見合い -盛岡-」（2005年3月7日） - 勘助
- 若き血に燃ゆる〜福沢諭吉と明治の群像（1984年、TX）
- 土曜ワイド劇場 西村京太郎トラベルミステリー(5) 東北新幹線殺人事件（1984年、ANB / 東映） - 永井恭
- うちの子にかぎって… 第3話「禁じられたアソビ」（1984年、TBS） - 原田幸平
- 巨獣特捜ジャスピオン 第40話「リッチマン作戦 ダイヤ流星群の謎」（1986年、テレビ朝日 / 東映） - ルミの父
- ジャングル 第3話「バラバラ事件・その3」（1987年、NTV / 東宝） - 富田シゲオ
- 銭形平次 第14話「岡っ引嫌い」（1987年、NTV / ユニオン映画） - 宇之吉 ※風間杜夫版
- じゃあまん探偵団 魔隣組（1988年、CX / 東映） - 江川誠
- さすらい刑事旅情編II 第2話「東北新幹線やまびこ・奥の細道殺意の旅」（1989年、ANB / 東映）
- 特救指令ソルブレイン 第41話「激突! 高速マシン」（1991年、ANB / 東映） - デビッド式場
- 腕におぼえあり（1992年、NHK） - 徳蔵
- ニュースなあいつ（1992年、NTV）
- HOTEL 第2シリーズ 第10話 「ヤクザさま宿泊中」（1992年、TBS/近藤照男プロダクション）
- 銭形平次（CX / 東映） ※北大路欣也版
  - 第2シリーズ 第16話「疑惑の影」（1992年） - 徳次郎
  - 第3シリーズ 第1話「暗闇の婚礼」（1993年） - 和助
  - 第4シリーズ 第14話「偽りの過去」（1994年） - 惣吉
  - 第6シリーズ 第1話「呪いの花嫁井戸」（1997年） - 七兵衛
- 江戸を斬るVIII 第16話「幼馴染が悪の手先」（1994年、TBS / C.A.L）- 文助
- 名奉行 遠山の金さん（ANB / 東映）
  - 第2シリーズ 第9話「女の挑戦! 怪文書のカラクリ」（1989年） - 田之助
  - 第4シリーズ 第5話「二度誘拐された娘」（1991年）- 徳治郎
  - 第5シリーズ 第11話「公金を横領した武士の妻」（1993年） - 尾形栄之助
  - 第6シリーズ 第21話「情けが仇の美人局」（1994年） - 岩吉
  - 遠山の金さんVS女ねずみ 第14話「花嫁惨殺! 完全犯罪を裁く」（1997年） - 矢七
- 北の国から'95 秘密（1995年、CX） - 石上
- 痛快・三匹が斬る! 第5話「赦免花、佐渡によこたう欲の川」（1995年、ANB / 東映）- 大岡銀四郎
- 火曜サスペンス劇場（NTV）
  - 新・女検事 霞夕子7 俯く女（1996年4月2日）
  - 警部補 佃次郎3 艶やかな声（1997年5月27日）- 小林
  - 弁護士・高林鮎子25 瀬戸内を渡る死者（1999年11月23日）- 岸本義昭（滝田幹夫〔並樹史朗〕の友人・麻雀店主）
  - 妻たちの戦争（2000年7月11日）
- 天までとどけ 6（1997年、TBS） - オタル
- 南町奉行事件帖 怒れ!求馬 第7話「濡れ衣晴らす乳兄弟」（1997年、TBS / C.A.L） - 加助
- アフリカの夜（1999年、CX） - みづほの兄
- 金曜エンタテイメント（CX）
  - TEAM スペシャル1（2000年） - 警視庁一係長
  - 浅見光彦シリーズ10 イーハトーブの幽霊（2000年） - 猪俣三郎
- カバチタレ! 第9話「嫌がる夫と緊急離婚! 届出は24時間OK」（2001年、CX） - 橋田刑事
- 御宿かわせみ（2003年、NHK） - 長助 ※高島礼子版
- はぐれ刑事純情派 第16シリーズ 第6話「潜入捜査! 故郷を捨てた男と女」（2003年、ANB / 東映）- 門倉正夫
- 天切り松 闇がたり（2004年、KTV）
- 新マチベン 〜オトナの出番〜（2007年、NHK） - 警備員
- 警官の血（2009年、EX） - 永田崇
- アイシテル〜海容〜 第10話「2つの家族…それぞれの結末」（2009年、NTV）
- 陰陽師（2015年、EX） - 村上天皇

### 映画
- 男一匹ガキ大将（1971年、大映） - ラッパ
- 恋の夏（1972年、東宝） - 井上
- 主婦の体験レポート 続おんなの四畳半（1975年、日活） - 菅原道夫
- 俺たちの時（1976年、松竹） - 応援団員
- 女王蜂（1978年、東宝） - 黒沢刑事
- 男はつらいよ 浪花の恋の寅次郎（1981年、松竹） - 運送会社社員・吉田
- 遠野物語（1982年、日本ヘラルド映画） - 留吉
- キネマの天地（1986年、松竹） - 猪股助監督
- 愛しのチィパッパ（1986年、松竹） - 倉橋
- 男はつらいよ 知床慕情（1987年、松竹） - ホテルの二代目
- まあだだよ（1993年、東宝） - 村山
- 最後の弾丸（1994年、日豪合作映画）- 小峰軍曹
- 秘密（1999年、東宝） - 富雄
- いのちの海（2001年、イーハーフィルムズ） - 友枝の夫
- 樹の海（2004年、ビターズ・エンド）
- 人間失格（2010年、角川映画）
- KANO 1931海の向こうの甲子園（2014年、威視電影）- 嘉農校長・島内庸明

### 舞台
- 見よ、飛行機の高く飛べるを
- KASANE／HAKANA
- 最愛なる者の側へ
- ガリレオの生涯
- わが町
- レオナルド・ダ・ヴィンチは正しかった
- 女の一生
- 麗しのモナ・リザ
- マリウス
- 海風吹いたら

### オリジナルビデオ
- ウルトラマンネオス 第5話「見えない絆」（2000年、VAP/円谷プロ） - そば屋の親父

### 劇場アニメ
- 世界名作童話 アラジンと魔法のランプ（1982年、東映） - 大臣の息子
- もののけ姫（1997年、東宝） - ジバシリ、牛飼い

### ラジオドラマ
- FMシアターNHK-FM）
  - 「桜堤舗装事件」（1987年12月12日） - 記者
  - 「四季を知る」（2014年）

### その他
- ウルトラ情報局（ファミリー劇場）

## 音楽
- CD
  - Bom Dia!! 諸国漫遊（2006年、Calla）
- コンサート
  - 冷泉風ライブ（1970年代から継続的に展開）

## 演出
- 美しきものの伝説
- リメイン〜時は残る、君の心に〜